# Сильвестров, Сергей Николаевич
Сергей Николаевич Сильвестров (род. 1948) — советский и российский государственный деятель, учёный; доктор экономических наук, профессор, академик Российской академии естественных наук, действительный государственный советник 2-го класса.
Автор более 300 работ; в открытой печати в российских и зарубежных изданиях опубликовано около 200 работ.

## Биография
Родился 1 апреля 1948 года в городе Уссурийске Приморского края.
Окончил в 1972 году Московский государственный университет имени М. В. Ломоносова (с отличием, экономический факультет) и аспирантуру этого же университета. Прошёл стажировки и повышал квалификацию в Будапештском экономическом университете, Академии государственных служащих (ФРГ), Высшей нормальной школе (Франция), Европейском институте социальных отношений и труда (Италия), Академии народного хозяйства (Россия).
Работал в Совете экономической взаимопомощи, в Международном центре социально-трудовых проблем при Министерстве труда, в Администрации Президента Российской Федерации, в Совете Федерации Федерального Собрания Российской Федерации, в финансово-промышленной группе «Интеррос» и нефтегазовой компании «Итера».
Научной и преподавательской деятельностью занимался в Академии общественных наук при ЦК КПСС (ныне Российская академия народного хозяйства и государственной службы при Президенте Российской Федерации), в Институте международных экономических и политических исследований Российской академии наук, в Институте экономики Российской академии наук.
Профессор кафедры теории и практики государственного регулирования рыночной экономики Российской академии народного хозяйства и государственной службы при Президенте Российской Федерации (РИНХиГС), профессор экономического факультета Московского государственного университета имени М. В. Ломоносова, профессор департамента мировой экономики и мировых финансов Финансового университета при Правительстве РФ. Член ученых и диссертационных советов при Финансовом университете при Правительстве Российской Федерации, Российской академии народного хозяйства и государственной службы при Президенте Российской Федерации и Институте экономики Российской академии наук.
Сильвестров является членом научно-редакционного совета издательства «Экономика», членом редакционных советов и редколлегий журналов «Власть» (до 1999 года — зам. главного редактора), «Человек и труд», (до 1998 года), «Экономические стратегии», «Инвестиции и инновации», «Страховое дело», «Рынок ценных бумаг», «Бизнес-контакты», «Мир перемен». Также является главным редактором журнала «Мир новой экономики» Финансового университета.

## Награды и звания
3 ноября 2001 года Указом Президента РФ Сильвестрову С. Н. было присвоено почетное звание «Заслуженный экономист Российской Федерации». В 2010 году за большой вклад в разработку Стратегии национальной безопасности Российской Федерации до 2020 года — отмечен Благодарностью Президента Российской Федерации.